# Berättelsen om oss
Berättelsen om oss (engelska: The Story of Us) är en amerikansk romantisk dramakomedifilm från 1999 i regi av Rob Reiner.  I huvudrollerna ses Bruce Willis och Michelle Pfeiffer. 

## Rollista i urval
- Bruce Willis - Ben Jordan
- Michelle Pfeiffer - Katie Jordan
- Rita Wilson - Rachel Krogan
- Rob Reiner - Stan Krogan
- Julie Hagerty - Liza
- Tim Matheson - Marty
- Lucy Webb - Joanie Kirby
- Bill Kirchenbauer - Andy Kirby
- Red Buttons - Arnie Jordan
- Jayne Meadows - Dot
- Tom Poston - Harry
- Betty White - Lillian Jordan